# John Bell (1796-1869)
Pour les articles homonymes, voir John Bell et Bell.
John Bell (né le 18 février 1796 et mort le 10 septembre 1869) est un homme politique américain, procureur, et planteur. L'un des politiciens du Tennessee les plus éminents d'avant la guerre de Sécession, il sert à la Chambre des représentants de 1827 à 1841, et au Sénat de 1847 à 1859. Il est le président de la Chambre lors du 23e Congrès (1834-1835), et sert brièvement comme secrétaire de la guerre, au cours de l'administration de William Henry Harrison (1841). En 1860, il est candidat à la présidence des États-Unis en tant que candidat pour le Parti de l'Union constitutionnelle, un troisième parti qui prend une position neutre sur la question de l'esclavage.
D'abord allié à Andrew Jackson, Bell se retourne contre Jackson dans le milieu des années 1830 et s'aligne avec le parti whig, un changement qui lui vaut le surnom de « Le Grand Apostat »(p17),(p52). Il combat constamment les alliés de Jackson, à savoir James K. Polk, sur des questions telles que la banque nationale et le système des dépouilles des élections. À la suite de la mort de Hugh Lawson White en 1840, Bell devient le chef de file reconnu des whigs du Tennessee.
Bien que propriétaire d'esclaves, Bell est l'un des rares politiciens du sud à s'opposer à l'expansion de l'esclavage dans les années 1850, et mène une campagne vigoureuse contre la sécession dans les années précédant la guerre de Sécession. Au cours de sa campagne présidentielle de 1860, il fait valoir que la sécession n'est pas nécessaire puisque la Constitution protège l'esclavage, un argument qui porte sur les électeurs des États frontaliers, ce qui lui permet d'obtenir les votes électoraux du Tennessee, du Kentucky et de la Virginie. Après la bataille de Fort Sumter en avril 1861, Bell abandonne la cause unioniste et soutient la Confédération.

## Jeunesse
John Bell naît né à Mill Creek, un hameau près de Nashville, Tennessee. Il est l'un des neuf enfants du fermier et forgeron local Samuel Bell et Margaret (Edmiston) Bell. Son grand-père paternel, Robert Bell, a servi lors de la révolution américaine sous les ordres de Nathanael Greene, et son grand-père maternel, John Edmiston, a combattu à Kings Mountain(p1–5). Il est diplômé de l'université de Cumberland (rebaptisé plus tard l'université de Nashville) en 1814 et étudie le droit. Il est admis au barreau en 1816 et crée un cabinet d'avocat prospère à Franklin.
Entrant en politique, il est candidat victorieux pour le Sénat du Tennessee en 1817. En tant que sénateur de l 'État, il soutient la réforme judiciaire et constitutionnelle de l'État, et vote pour déplacer la capitale de l'État à Murfreesboro (sa femme, Sally Dickinson, est une petite-fille de l'homonyme de la ville, Hardy Murfree) (p12). Après avoir effectué un seul mandat, Bell refuse de se représenter et part à Nashville, où il établit un partenariat juridique avec Henry Crabb(p11).

## Chambre des représentants des États-Unis
En 1827, Bell est candidat pour le siège du 7e district du Tennessee à la Chambre des représentants des États-Unis, qui a été libéré lorsque le titulaire, Sam Houston, est élu gouverneur. Bell et son adversaire, Felix Grundy, s'engagent dans une campagne amère dans laquelle les deux affirment soutenir les initiatives d'Andrew Jackson. Bien que Jackson soutienne finalement, Grundy, Bell est plus populaire auprès des électeurs plus jeunes, et remporte l'élection par un peu plus de mille voix(p25–32).
Comme beaucoup de membres du Congrès du Sud, Bell s'oppose aux droits de douane de 1828. Il s'oppose aussi au financement fédéral pour l'amélioration de la route du Cumberland, soutenant que le gouvernement fédéral n'a pas le pouvoir constitutionnel de financer un tel projet. L'une des plus grandes initiatives de Bell fut la loi foncière du Tennessee, dans laquelle lui et les membres du Congrès du Tennessee James K. Polk et Davy Crockett proposent que le gouvernement fédéral cède certaines terres du Tennessee à l'État pour créer des écoles publiques. Les représentants des États de l'Est rejettent cependant cette proposition, affirmant que la mauvaise gestion des ressources foncières du Tennessee n'est pas la faute du gouvernement fédéral, et le projet de loi est mis de côté(p25–32).
Au cours du deuxième mandat de Bell (1829-1833), il est président du comité des affaires indiennes de la Chambre. En tant que tel, il écrit la loi sur le déplacement des Indiens, qui est soumis par le comité en février 1830, et est signé par le président Jackson plus tard dans l'année: 39. Cette loi conduit au déplacement des Cherokees et d'autres tribus vers l'Oklahoma, avec la piste des Larmes, dans la dernière moitié de la décennie. L'un des adversaires les plus virulents du projet de loi est le député du Massachusetts Edward Everett, futur candidat à la vice-présidence de Bell(p40).

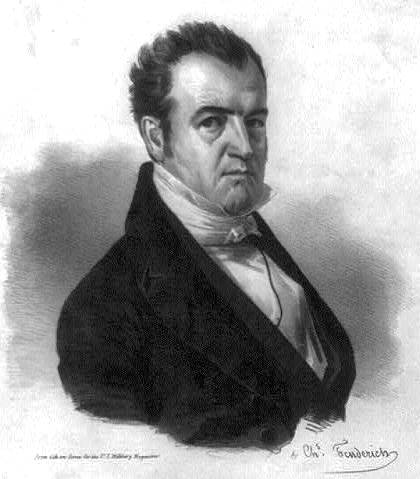
Portrait vers 1841 de Bell par Charles Fenderich

Après le remaniement du cabinet de Jackson à la suite de l'affaire Petticoat en 1831, le sénateur Hugh Lawson White recommande Bell pour le poste de secrétaire à la Guerre, mais la nomination est confiée à Lewis Cass. Bell reste néanmoins un fidèle allié de Jackson au cours de son troisième mandat, s'opposant à l'annulation et soutenant le projet de loi sur la force(p59–65).
Le désaccord entre Bell et Jackson commence à se manifester pendant le quatrième mandat de Bell (1833-1835). Jackson s'oppose à l'idée d'une banque nationale et retire les dépôts du gouvernement à propos de la banque des États-Unis en 1833. Bell est d'abord silencieux sur la question, tandis que Polk défend les actions de l'administration à la Chambre en avril 1834. En juin 1834, à la suite de la démission du président de la Chambre Andrew Stevenson, Polk cherche à obtenir la présidence. Les anti-jacksoniens apportent toutefois leur soutien à Bell, et Bell est élu président par 114 voix contre 78(p71).  Après son élection, Bell déclare qu'il n'est pas nécessairement opposé à re-financer la banque,ce à quoi Jackson s'oppose vigoureusement, et les alliés de Polk attaquent Bell dans la presse comme un ami de la banque(p96).
La dernière rupture avec Jackson remonte à 1835, lorsque Bell soutient la campagne présidentielle de Hugh Lawson White, l'un des trois membres du nouveau parti whig qui candidate contre le successeur choisi de Jackson, Martin Van Buren. Jackson rejette Bell, White, et l'ennemi de longue date Davy Crockett comme des « apostats hypocrites »(p111). Lorsque la Chambre des représentants est convoquée en 1835, Polk monte une campagne forte pour la présidence, et bat Bell avec 132 voix contre 84(p118). Les amis de Jackson sont tellement excités à la défaite de Bell qu'ils tiennent un gala à Vauxhall Gardens à Nashville, célébrant la victoire avec du champagne et des tirs de canons.
Bell passe la majeure partie de sa carrière restante à la Chambre à parrainer une mesure législative qui n'aboutit pas visant à mettre fin au système des dépouilles. En 1837, il est de nouveau battu par Polk pour la présidence, cette fois par un vote de 116 voix contre 10(p140). En mai de l'année suivante, la Chambre débat d'un projet de loi sur les hostilités indiennes, Bell plaide en faveur de la négociation, et Jackson s'allie à Hopkins L. Turney plaidant pour autorisé un recours à la force militaire. Lorsque Bell balaie Turney en tant qu'« outil » de Jackson, Turney attaque Bell, et un combat aux poings éclate entre les deux(p150).
En 1839, Jackson tente de convaincre l'ancien gouverneur du Tennessee William Carroll de se porter candidat contre Bell, mais Carroll refuse, affirmant que personne ne peut vaincre Bell dans son district(p158). Les Jacksoniens finissent par convaincre Robert Burton de se porter candidat, mais il est défait par Bell aux élections générales. En mars 1839, les alliés de Bell à la Chambre orchestrent une dernière attaque contre Polk (qui se retire pour se présenter au poste de gouverneur) en enlevant le mot « impartial » de ses remerciements habituels pour le service(p157).

## Secrétaire de la guerre
Alors que Bell est réélu en 1839, les whigs du Tennessee se débattent au niveau des États, le gouverneur sortant Newton Cannon perdant face à Polk et les démocrates prenant le contrôle de la législature de l'État. Déterminé à relancer les whigs de l'État, Bell passe plusieurs semaines en 1840 à parcourir l'État pour trouver des politiciens whigs. Bien qu'il soutienne initialement le chef du parti Henry Clay pour la nomination présidentielle whig, il fait néanmoins campagne pour le candidat final, William Henry Harrison, l'aidant à capter les votes électoraux du Tennessee pour gagner l'élection. Ses efforts aident également le candidat au poste de gouverneur whig, James C. Jones, à vaincre Polk(p168-174). de Sécession